# Bouck White
Bouck White (* 20. Oktober 1874; † 7. Januar 1951), Geburtsname Charles Browning White, war ein Gemeindepfarrer der Congregational Church, Anhänger des „Jesusism“, ein amerikanischer Sozialist, ein Autor, ein Töpfer und ein Einsiedler.

## Frühe Jahre
Bouck White wurde geboren bei Middleburgh im Schoharie County als Sohn von Charles Addison und Mary (Bouck) White. White verwendet Middleburgh als Hintergrund in seinem Buch „The Mixing“ (1913) und beschrieb kaum verhüllte die Bewohner als degenerative Holländer („degenerative Dutchmen“). Middleburghs Bewohner verklagten ihn und erwiderten, dass White „ein vor einigen Jahren in dem Dorf geborenes männliches Kind sei, dessen frühe Dummheit keinen Hinweis auf seine zukünftige Altklugheit gegeben habe.“

## Ausbildung
Nach seinem Abschluss an der Middleburgh High School besuchte er das Harvard College im Jahre 1894, studierte Publizistik und schloss das Studium mit seiner Graduierung im Jahre 1896 ab. Er arbeitete zunächst als Reporter für den Springfield Republican, bis er sich zu religiösen Aufgaben berufen fühlte und das Bostoner theologische Seminar besuchte. Im Jahr 1902 absolvierte er das „Union Theological Seminary“ in New York City und arbeitete danach als Pfarrer in den Ramapo Mountains in der Nähe von West Point. Er veröffentlichte sein erstes Buch Quo vaditis?: A call to the old moralities im Jahr 1903. Eine typische Auswahl zeigt, dass er von Anfang an gegen die Mentalität der Geldmacherei war. „Ich habe ein Volk gesehen, verrückt vom neuen Reichtum, ein versoffenes Volk, ein Volk schwindlig von großen Besitzungen. Eine Wildheit hatten sie an sich, aber es war keine Wildheit für das wirklich Wünschenswerte im Leben.“
Nach einem Jahr in Ramapo wurde er Pfarrer der Gemeindekirche der Thousand Islands in Clayton, New York für die nächsten drei Jahre. White wurde im Jahre 1904 von der „Congregational church“ zum Priester geweiht. Anschließend übernahm er die Position des Leiters einer sozialen Einrichtung für Männer der Holy Trinity Episcopal Church, Brooklyn, wo er blieb, bis er 1913 entlassen wurde.

## Sozialistische Aktivitäten
Während er an der Holy-Trinity-Kirche arbeitete, verfasste White mehrere Bücher. „The Book of Daniel Drew“ (1910) war „eine Studie der Psychologie der Wall Street. Eine faszinierende Geschichte der psychischen Ausflüchte und Leistungen des ethischen Jonglierens eines hoffnungslos im System Gefangenen.“ Der Film „The Toast of New York“ aus dem Jahre 1937 mit Cary Grant, Edward Arnold und Frances Farmer entstand nach diesem Buch. Mit dem Buch: The Call of the Carpenter (Der Ruf des Zimmermanns) (1911), das Jesus von Nazareth als Arbeiter, Agitator und Sozialrevolutionär darstellte, war er zu weit gegangen. Die Folge war seine Entlassung aus der Holy-Trinity-Kirche.  White gründete seine eigene Kirche, „Die Kirche der sozialen Revolution“ („The Church of the Social Revolution“). Eugene V. Debs konstatierte daraufhin, dass White „der einzige christliche Pfarrer“ in New York war. In „The Carpenter and the Rich Man“ („Der Zimmermann und der reiche Mann“) (1914) zeigt „Bouck White ... auf lebendige und fesselnde Weise Jesus als den Führer der großen proletarischen Aufstände seiner Zeit. Die Unmoral, reich zu sein, wenn andere Leute arm sind, ist der Grundton dieses Buches, und der Autor baut es auf die Botschaft des Zimmermanns, wie er sie in den Gleichnissen gefunden hat.“
White blieb Mitglied der Socialist Party of America, bis er wegen seiner religiösen Überzeugungen ausgeschlossen wurde. Am 10. Mai 1914 erschien White zu einem  Gottesdienst der Kirche, der auch die Rockefeller-Familie angehörte, um die Frage zu erörtern: „Hat Jesus gelehrt, dass es unmoralisch ist, reich zu sein?“ Er wurde wegen ungebührlichen Verhaltens verhaftet und drei Tage später wurde er zu sechs Monaten Haft auf Blackwells Island verurteilt. Aufgrund seiner Erfolge bei der Bekehrung von Arbeitshaus-Gefangenen zum Sozialismus, wurde er in das stärker isolierte Gefängnis „Queens County Jail“ überführt. Upton Sinclair veröffentlichte einen Brief in der New York Times, in dem er die White-Anhänger drängte, für seine Freilassung einzutreten. In diesem Brief verglich er Bouck White mit Jesus, den Magistrat, der ihn verurteilt hatte, mit Pilatus und die „Calvary Baptist Church“ mit dem biblischen Tempel.

## Glaubensbekenntnis
Nachdem er entlassen worden war, veröffentlichte er 1915 die „Briefe aus dem Gefängnis“ („Letters from Prison“), die sein Glaubensbekenntnis enthalten:
„Ich glaube an Gott, den mächtigsten Meister, Aufrührer des Himmels und der Erde. Und an Jesus, den Zimmermann von Nazareth, der von der proletarischen Maria geboren wurde, an der Werkbank gearbeitet, abstieg in die Arbeitshölle, unter römischer Tyrannei in den Händen von Pontius Pilatus gelitten, gekreuzigt, gestorben und begraben. Es ist nicht unsere Macht, die die Freiheit bringt, er stieg auf von den Toten zum Herrn des demokratischen Fortschritts, geschworene Feind des Stillstands, Macher der Volksaufstände. Ich glaube, an die Arbeit, an die sich selbst achtenden Arbeiter, die Heiligkeit der Schönheit, freigeborene Produzenten, die Gemeinschaft der Kameraden, die Auferstehung der Arbeitnehmer und das industrielle Gemeinwesen, das ewige Reich der Kooperativen.“
Für die Entweihung der US-Nationalflagge wurde er im Jahre 1916 wieder ins Gefängnis gesteckt, obwohl er behauptete, es sei Teil einer religiösen Zeremonie gewesen, mehrere Fahnen aus verschiedenen Ländern als eine Aufforderung zu internationaler Brüderlichkeit zur gleichen Zeit zu verbrennen.

## Späteres Leben
White ging nach Europa, um entweder mehr über das Töpfern zu lernen oder als Kriegsberichterstatter zu arbeiten, und heiratete Andree Emilie Simon, ein 19-jähriges Mädchen, das er in seine ursprüngliche Heimat in Marlboro, Ulster County, New York, zurückbrachte. Weil er sie misshandelt hatte, teerten und federten ihn die Einheimischen. Die Ehe wurde annulliert und White verließ Vermont im Sommer 1921. Er zog schließlich nach New Scotland, Albany County, NY in den Bereich der Helderberg Mountains, und mit Hilfe von zwei schwedischen Brüdern baute er in der Mitte der 1930er Jahre eigenhändig eine primitive Burg aus lokalem Kalkstein. Er bezeichnete seine Bauten als „Federalburg“ und „The Spirit of the Helderbergs“, aber die Anwohner nannten sie das „Helderberg Castle“. Er bestritt seinen Lebensunterhalt mit dem Verkauf von „Bouckware“-Keramik mit einer neuen Lasurtechnik, die keine Wärme benötigt. Feuer zerstörte seine Wohnung auf der Burg im Jahre 1940 und 1944 erlitt White einen Schlaganfall, der ihn zwang, in ein Heim für alte Männer in Menands zu ziehen, wo er 1951 starb.
„Bouck White durchlief das methodistische Pfarramt, den congregationalen Dienst und nach einem Abstecher als Jugendarbeiter gründete  er seine Kirche der sozialen Revolution und verärgerte alle sozialistischen und kirchlichen Organisationen, bis er abstieg in berüchtigte, exzentrische Aktivitäten in den Bergen außerhalb von Albany, New York.“

## Publikationen
- White, Bouck:	Das Buch des Daniel Drew. München : Georg Müller, 1922, 1.–3. Tsd.
- White, Bouck:	The book of Daniel Drew: A glimpse of the Fisk-Gould-Tweed regime from the inside, ISBN 0-01-290227-6
- White, Bouck:	Letters from prison; socialism a spiritual sunrise. ISBN 978-1-171-83829-6[18]
- White, Bouck:	The call of the Carpenter
- White, Bouck:	The Carpenter and the rich man,
- White, Bouck:	Church of the Social Revolution: A Message to the World (1914) (Paperback) ISBN 978-1-4368-0708-1
- White, Bouck:	The Free City; A Book of Neighborhood. ISBN 978-1-4588-7379-8